# تيد روبنسون (معلق رياضي)
تيد روبنسون (بالإنجليزية: Ted Robinson)‏ هو معلق رياضي أمريكي، ولد في 19 يوليو 1957.